# Alaszkai malamut

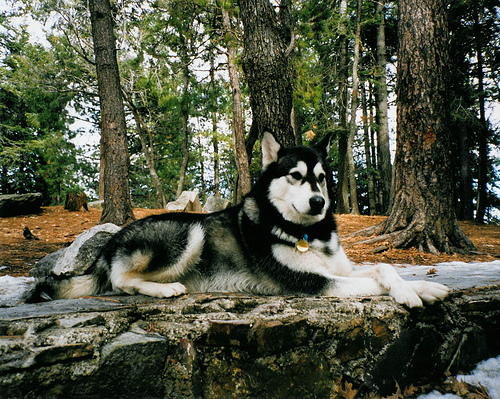

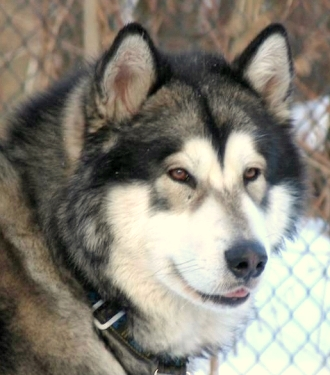

Az alaszkai malamut egyike a kevés eszkimó (inuit) szánhúzó kutyafajtának, amely túlélte az idők viharait. Magyarországon elsősorban házikedvencként tartják.

## Története[1]
Az alaszkai malamut kutyafajtát egy nyugat-alaszkai eszkimó törzsről nevezték el, amely évszázadok óta tenyésztette ezt a fajtát. Világszerte sarki expedíciók szánhúzó kutyáiként váltak ismertté.

## Testfelépítése
Az alaszkai malamut erőteljes, zömök testében vastag csontok és erős izmok dolgoznak. Háta a marjától a csípőig enyhén lejt, lágyéka kifejezetten izmos. Farka a hátával egy vonalban tűzött, s hullámzó tollbokrétaként hordja a háta fölött, nem mereven begörbítve, és nem is lógatva. Mellkasa mély, lábai izmosak, vaskos csontozatúak, mancsai nagyok és zártak. Erős nyaka mérsékelten ívelt. Széles és erőteljes feje van. A koponya fülek között széles, és a szemek felé fokozatosan keskenyedik. A megtermett arcorri rész enyhén szűkül az orr irányában, de nem túl keskeny, és nem is túl telt. Az ék alakú, viszonylag kicsi fülek a koponya oldalánál merednek fel; amikor a kutya figyel, előrefelé fordulnak. Nagy, mandulavágású szemei kissé ferde metszésűek. Az alaszkai malamut harapása ollószerű. Az alaszkai malamut szőrzete kétrétegű: sűrű és durva fedőszőrzet alatt tömött, zsíros és gyapjas jellegű aljszőrzet húzódik. A nyári hónapokban a szőrzet rövidebb, és valamivel kevésbé sűrű. A megengedett színek skálája a világosszürkétől a feketéig terjed; a has és a lábak mindig fehér színűek. A fej mintázata ismertető jel. Ez egyaránt jelentheti a „sapkát” a fejtetőn, vagy azt, hogy a pofa lehet fehér vagy jelölt, sávval és/vagy maszkkal. Emellett megengedett a nyakon egy kis fehér folt vagy fehér gallér is. Az összefüggő, fehér szőrgallér is megengedett, de ez igen ritka. Vannak barna szőrzetű egyedek is, de ezek nem általánosan elfogadottak. A szem mindig barna.

## Vérmérséklete
Értelmes, viszonylag önálló természetű fajta, barátságos és hűséges, ugyanakkor méltóságteljes is; megvan a saját akarata, s olykor domináns módon viselkedik. A szolgalelkűség távol áll a természetétől. Általában igen magabiztos és kiegyensúlyozott kutya. Józan és szívós, bundája minden időben kellő védelmet nyújt. Az alaszkai malamut nem szeret egyedül lenni. Némelyik nem jön ki a gyerekekkel de sok védelmezi a gazda gyerekeit, ha már be vannak neki mutatva (először távolságtartásra kell inteni a kutyát, hogy értse, vigyázni kell rá), és mindenki mással is elég barátságos, így házőrzőnek teljesen alkalmatlan. A vele azonos nemű más kutyákkal szemben domináns módon viselkedhet. Gazdájának tisztában kell lennie ezzel, már egészen kicsi korától kezdve el kell vennie a kutya kedvét az idegen kutyákkal szembeni domináns viselkedéstől. Macskát nem érdemes vele egy házban tartani, hacsak a kutya kölyökkora óta hozzá nem szokott e háziállat jelenlétéhez – ez utóbbi esetben gond nélkül együtt élhetnek. Mivel a malamut vadászösztöne még igen erős, nem árt a szocializációja során minél többféle állattal megismertetni, még a szarvasmarhákkal is.

## Mozgásigény
Munkakutya. Szánhúzásra lett teremtve, így vérében van a sok mozgás, a húzás utáni vágy. Gyakran kell sétáltatni, futtatni, és kutyahámmal, hevederrel húzatni vele nagyobb, nehéz tárgyakat (pl: autó kerék, farönk). Nagy mozgásteret igényel, de kis lakásban is elél, ha rendszeresen van sétáltatva.

## Szőrzetápolás
A téli hónapokban nem igazán kell olyan gyakran kefélni, elég 1-2 alkalommal egy héten. A nyári hónapokban legalább kétnaponta fésülni kell, mert a szőre hullani kezd. Évente 2 alkalommal vedlik, aminek ideje – a versenyeztetők nagy keserűségére- kiszámíthatatlan. (lehet akár a tél közepén is) Többféle módon is történhet a vedlés: van, hogy egyenletesen vedlik, csak a kikefélt szőr mennyisége nő, van olyan, hogy csimbókokban hullajtja le régi bundáját, és néha egyik napról a másikra ledobja a teljes régi szőrét -ez utóbbi a kutyakiállításokon elég kínos tud lenni, ha az egyik nap még szép, ápolt szőrű kutyát mutattunk be, másnap meg egy pucér kis szánhúzót-. A vedlés időszakában tépő kefével lehet segíteni a szőr hullajtását.

## Etetés
A nyers csontos húst, nyers vagy főtt-párolt zöldségeket, friss gyümölcsöt is szereti. Vagy teljes értékű táppal is etethető. A friss csontok erősítik az állkapcsát, és tisztítják fogait. Az etetés felnőtt kutyáknál elég napi 1 alkalommal etetni, -nyáron lehet heti 1 nap böjtöt is tartatni vele, hogy kitisztuljon a szervezete-. Az ételének mennyisége függ attól, hogy mekkora, milyen sokat mozog, figyelni kell, hogy a bordáit mindig érezzük, de a mellkasa ne süppedjen be.

## Méretei
- Marmagasság: kan: 64 cm, szuka: 59 cm
- Testtömeg: kan: 38 kg, szuka: 34 kg
- Várható élettartam: 12 év